# Stictotarsus neomexicanus
Stictotarsus neomexicanus is een keversoort uit de familie waterroofkevers (Dytiscidae). De wetenschappelijke naam van de soort is voor het eerst geldig gepubliceerd in 1975 door Zimmerman & A.H.Smith.